# Die Ferien des Herrn Rossi
Die Ferien des Herrn Rossi (Originaltitel Le vacanze del signor Rossi) ist ein italienischer Animationsfilm, 1978 von Bruno Bozzetto inszeniert. Es ist der dritte und letzte abendfüllende Film mit Herrn Rossi.

## Handlung
Der Film schildert die Abenteuer des Herrn Rossi und seines Hundes Gastone. Nach einem Jahr Arbeit ist Herr Rossi auf der Suche nach etwas Ruhe, die er allerdings nicht findet. Stattdessen gibt es immer wieder Zwischenfälle, die ihn zwingen, den einmal gewählten Ort zu verlassen. Ohne je seine verdiente Erholung zu finden, wechselt er die Campingplätze vom Meer zu einem Bauernhof, in die Berge und an einen See. Zuletzt schleppt er sich nach all den Missgeschicken zurück in die Stadt und beschließt, sich die kommenden elf Monate in seinem Büro auszuruhen.